# Saison 14 de L'amour est dans le pré
La quatorzième saison de L'amour est dans le pré, est une émission de télévision française de téléréalité, diffusée chaque semaine sur M6 du lundi 26 août 2019 au lundi 9 décembre 2019. Elle est présentée par Karine Le Marchand.
Les portraits des 13 agriculteurs participants à cette saison ont été diffusés les 28 janvier et 4 février 2019.

## Production et organisation

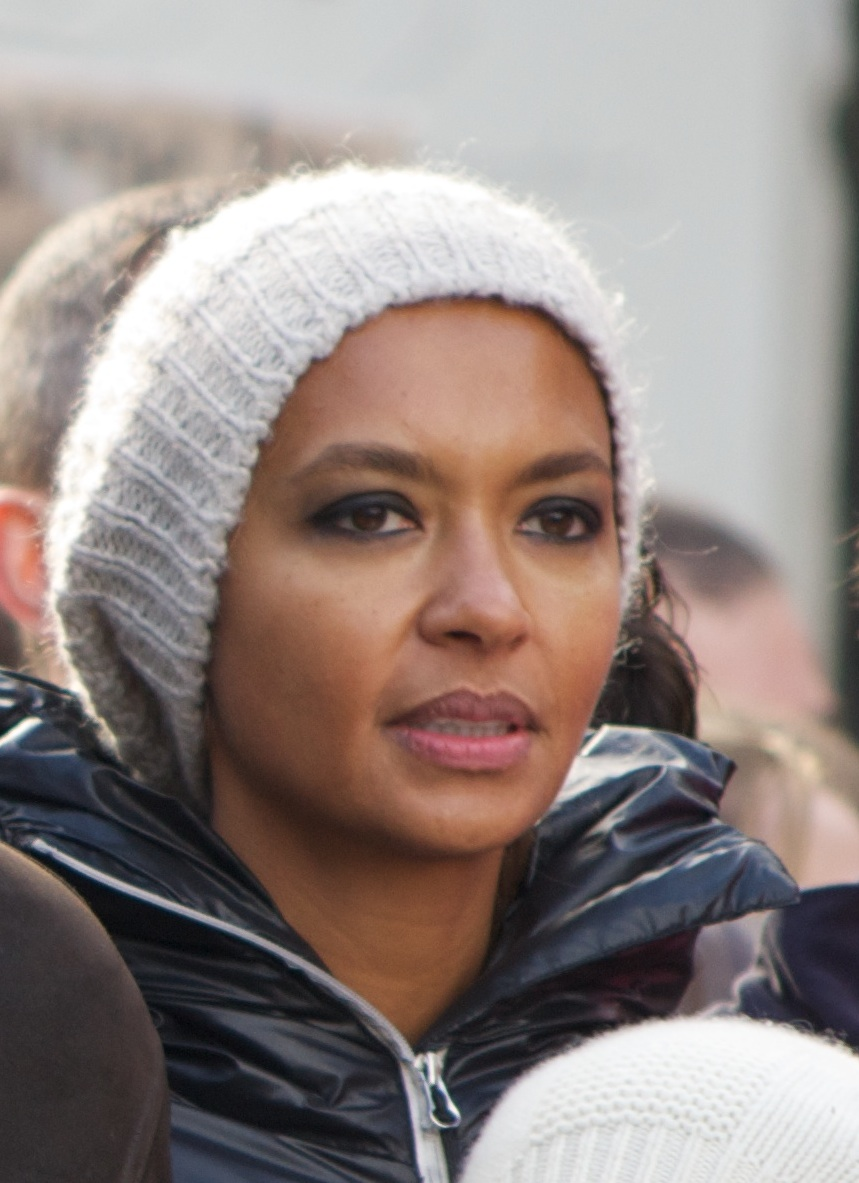
Karine Le Marchand présente l'émission.

Karine Le Marchand, présentatrice depuis la cinquième saison, l'est à nouveau pour cette édition. Elle possède aussi le rôle de voix off.
La société de production Fremantle, produit une fois de plus cette saison.

## Participants
Ci-après, la liste des 13 participants de cette saison,, :
| Participants | Participants  | Profession                     | Âge    | Localisation               | Intéressé par les |
| ------------ | ------------- | ------------------------------ | ------ | -------------------------- | ----------------- |
| ♀            | Bernadette    | Vachère                        | 57 ans | Hauts-de-France            | Hommes            |
| ♂            | Charles-Henri | Éleveur de vaches et céréalier | 36 ans | Hauts-de-France            | Femmes            |
| ♂            | Didier        | Éleveur de vaches              | 56 ans | Occitanie                  | Femmes            |
| ♂            | Francis       | Viticulteur                    | 60 ans | Occitanie                  | Femmes            |
| ♂            | François      | Éleveur de vaches              | 45 ans | Bourgogne-Franche-Comté    | Femmes            |
| ♂            | François      | Éleveur de vaches              | 34 ans | Pays de la Loire           | Femmes            |
| ♂            | Hervé         | Éleveur de vaches et céréalier | 47 ans | Auvergne-Rhône-Alpes       | Femmes            |
| ♂            | Jean-Michel   | Salarié agricole               | 57 ans | Grand Est                  | Femmes            |
| ♂            | Laurent       | Éleveur de vaches et de brebis | 41 ans | Bourgogne-Franche-Comté    | Femmes            |
| ♂            | Robert        | Éleveur de vaches et céréalier | 54 ans | Nouvelle-Aquitaine         | Femmes            |
| ♀            | Sandrine      | Éleveuse de chiens             | 34 ans | Provence-Alpes-Côte d'Azur | Hommes            |
| ♀            | Sophie-Élodie | Maraîchère                     | 36 ans | Normandie                  | Hommes            |
| ♂            | Yves          | Éleveur de vaches et de brebis | 56 ans | Nouvelle-Aquitaine         | Femmes            |

## Audiences et diffusion
En France, l'émission est diffusée les lundis : 28 janvier et 4 février 2019 pour les portraits, et du 26 août au 9 décembre 2019 pour le reste de la saison. Un épisode dure environ 2 h 10 (publicités incluses), soit une diffusion de 21 h 5 à 23 h 15. Il est découpé en deux parties d'1 h et d'1 h 10, diffusées juste en suivant.
| Épisode et partie | Épisode et partie | Diffusion             | Diffusion     | Audience moyenne          | Audience moyenne                       | Classement des audiences | Réf.  |
| Épisode et partie | Épisode et partie | Jour                  | Horaire       | Nombre de téléspectateurs | Part de marché (sur les 4 ans et plus) | Classement des audiences | Réf.  |
| ----------------- | ----------------- | --------------------- | ------------- | ------------------------- | -------------------------------------- | ------------------------ | ----- |
| 1                 | 1                 | Lundi 28 janvier 2019 | 21:05 - 22:05 | 3 470 000                 | 14,6 %                                 | 2e                       | [ 8 ] |
| 1                 | 2                 | Lundi 28 janvier 2019 | 22:05 - 23:15 | 2 960 000                 | 15,3 %                                 | 2e                       | [ 8 ] |
| 2                 | 3                 | Lundi 4 février 2019  | 21:05 - 22:05 | 3 380 000                 | 14,3 %                                 | 2e                       | [ 9 ] |
| 2                 | 4                 | Lundi 4 février 2019  | 22:05 - 23:15 | 2 770 000                 | 14,6 %                                 | 2e                       | [ 9 ] |

| Épisode et partie  | Épisode et partie  | Diffusion               | Diffusion          | Audience moyenne          | Audience moyenne                       | Classement des audiences | Réf.   |
| Épisode et partie  | Épisode et partie  | Jour                    | Horaire            | Nombre de téléspectateurs | Part de marché (sur les 4 ans et plus) | Classement des audiences | Réf.   |
| ------------------ | ------------------ | ----------------------- | ------------------ | ------------------------- | -------------------------------------- | ------------------------ | ------ |
| 1                  | 1                  | Lundi 26 août 2019      | 21:05 - 22:05      | 3 600 000                 | 17,3 %                                 | 1er                      | [ 10 ] |
| 1                  | 2                  | Lundi 26 août 2019      | 22:05 - 23:15      | 3 510 000                 | 19,6 %                                 | 1er                      | [ 10 ] |
| 2                  | 3                  | Lundi 2 septembre 2019  | 21:05 - 22:05      | 3 890 000                 | 17,7 %                                 | 1er                      | [ 11 ] |
| 2                  | 4                  | Lundi 2 septembre 2019  | 22:05 - 23:15      | 3 890 000                 | 17,7 %                                 | 1er                      | [ 11 ] |
| 3                  | 5                  | Lundi 9 septembre 2019  | 21:05 - 22:05      | 3 530 000                 | 16,4 %                                 | 2e                       | [ 12 ] |
| 3                  | 6                  | Lundi 9 septembre 2019  | 22:05 - 23:15      | 2 840 000                 | 16,2 %                                 | 2e                       | [ 12 ] |
| 4                  | 7                  | Lundi 16 septembre 2019 | 21:05 - 22:05      | 3 440 000                 | 15,4 %                                 | 2e                       | [ 13 ] |
| 4                  | 8                  | Lundi 16 septembre 2019 | 22:05 - 23:15      | 2 960 000                 | 16,4 %                                 | 2e                       | [ 13 ] |
| 5                  | 9                  | Lundi 23 septembre 2019 | 21:05 - 22:05      | 3 750 000                 | 16,5 %                                 | 2e                       | [ 14 ] |
| 5                  | 10                 | Lundi 23 septembre 2019 | 22:05 - 23:15      | 3 400 000                 | 17,8 %                                 | 2e                       | [ 14 ] |
| 6                  | 11                 | Lundi 30 septembre 2019 | 21:05 - 22:05      | 3 740 000                 | 16,5 %                                 | 2e                       | [ 15 ] |
| 6                  | 12                 | Lundi 30 septembre 2019 | 22:05 - 23:15      | 3 280 000                 | 17,9 %                                 | 2e                       | [ 15 ] |
| 7                  | 13                 | Lundi 7 octobre 2019    | 21:05 - 22:05      | 3 430 000                 | 14,4 %                                 | 2e                       | [ 16 ] |
| 7                  | 14                 | Lundi 7 octobre 2019    | 22:05 - 23:15      | 3 050 000                 | 14,9 %                                 | 2e                       | [ 16 ] |
| 8                  | 15                 | Lundi 21 octobre 2019   | 21:05 - 22:05      | 3 490 000                 | 14,2 %                                 | 3e                       | [ 17 ] |
| 8                  | 16                 | Lundi 21 octobre 2019   | 22:05 - 23:15      | 3 140 000                 | 15,1 %                                 | 3e                       | [ 17 ] |
| 9                  | 17                 | Lundi 28 octobre 2019   | 21:05 - 22:05      | 3 490 000                 | 15 %                                   | 1er                      | [ 18 ] |
| 9                  | 18                 | Lundi 28 octobre 2019   | 22:05 - 23:15      | 3 100 000                 | 15,8 %                                 | 1er                      | [ 18 ] |
| 10                 | 19                 | Lundi 4 novembre 2019   | 21:05 - 22:05      | 3 650 000                 | 15,7 %                                 | 1er                      | [ 19 ] |
| 10                 | 20                 | Lundi 4 novembre 2019   | 22:05 - 23:15      | 3 330 000                 | 17,3 %                                 | 1er                      | [ 19 ] |
| 11                 | 21                 | Lundi 11 novembre 2019  | 21:05 - 22:05      | 3 880 000                 | 16,4 %                                 | 1er                      | [ 20 ] |
| 11                 | 22                 | Lundi 11 novembre 2019  | 22:05 - 23:15      | 3 500 000                 | 18,6 %                                 | 1er                      | [ 20 ] |
| 12                 | 23                 | Lundi 18 novembre 2019  | 21:05 - 22:05      | 3 430 000                 | 14,4 %                                 | 2e                       | [ 21 ] |
| 12                 | 24                 | Lundi 18 novembre 2019  | 22:05 - 23:15      | 3 100 000                 | 15,3 %                                 | 2e                       | [ 21 ] |
| 13                 | 25                 | Lundi 25 novembre 2019  | 21:05 - 22:05      | 3 650 000                 | 14,8 %                                 | 2e                       | [ 22 ] |
| 13                 | 26                 | Lundi 25 novembre 2019  | 22:05 - 23:15      | 3 050 000                 | 14,8 %                                 | 2e                       | [ 22 ] |
| 14                 | 27                 | Lundi 2 décembre 2019   | 21:05 - 22:05      | 3 840 000                 | 15,9 %                                 | 2e                       | [ 23 ] |
| 14                 | 28                 | Lundi 2 décembre 2019   | 22:05 - 23:15      | 3 350 000                 | 15,9 %                                 | 2e                       | [ 23 ] |
| 15                 | 29                 | Lundi 9 décembre 2019   | 21:05 - 22:05      | 3 680 000                 | 14,8 %                                 | 2e                       | [ 24 ] |
| 15                 | 30                 | Lundi 9 décembre 2019   | 22:05 - 23:15      | 3 100 000                 | 15,3 %                                 | 2e                       | [ 24 ] |
|                    |                    |                         |                    |                           |                                        |                          |        |
| Bilan de la saison | Bilan de la saison | Bilan de la saison      | Bilan de la saison | 3 400 000                 | 16,1 %                                 | –                        | [ 25 ] |

Légende :
- plus hauts scores d'audiences
- plus bas scores d'audiences